# أليكس فونك
أليكس فونك (بالإنجليزية: Alex Funke)‏ هو مصور أمريكي، ولد في 12 أكتوبر 1944 في سانتا باربارا في الولايات المتحدة.

## وصلات خارجية
- أليكس فونك على موقع IMDb (الإنجليزية)
- أليكس فونك على موقع قاعدة بيانات الفيلم (الإنجليزية)